# Laetitia Royer
Pour les articles homonymes, voir Royer.

a Compétitions nationales et continentales officielles uniquement.

b Matchs officiels uniquement.
Dernière mise à jour le 3 juillet 2025.
Laetitia Royer, née le 9 février 1991 à Gatineau (Canada), est une joueuse internationale canadienne de rugby à XV, évoluant principalement au poste de deuxième ligne. Elle joue en Angleterre, aux Saracens.

## Biographie
Laetitia Royer naît à Gatineau au Québec. Elle pratique le soccer, jusqu'à intégrer un sport-études. Elle s'essaie par la suite à divers sports individuels et découvre le rugby à XV par hasard, à l'Université d'Ottawa, jouant avec les Gee-Gees. Elle joue ensuite avec les Stingers de l'Université Concordia et en club avec le Ottawa Irish RC.
En 2020, alors que le Championnat canadien est à l'arrêt à cause de la pandémie de Covid-19, elle rejoint la France et le club de Lons Section paloise en compagnie de ses compatriotes Audrey Champagne, Emmanuella Jada et Sarah-Maude Lachance,.
Lors de la première édition de la Pacific Four Series, en 2021, elle devient internationale canadienne, à l'occasion de la deuxième rencontre contre les États-Unis à Glendale (victoire 26 à 13). Pour ce baptême du feu, elle est titulaire et reçoit un carton rouge à l'heure de jeu. Par la suite, après deux saisons au sein du Lons Section paloise, elle quitte ce dernier après un dernier match où elle inscrit un essai lors d'une victoire 33 à 0 face aux Valkyries Normandie RC permettant le maintien en Élite 1,.
En octobre 2022, elle est sélectionnée par l'équipe du Canada pour participer à la Coupe du monde en Nouvelle-Zélande. Début 2023, elle rejoint le club de l'ASM Romagnat,.
À l'automne 2023, Laetitia Royer est convoquée avec l'équipe du Canada pour participer au WXV en Nouvelle-Zélande. Au mois d'avril 2024, elle est retenue pour disputer la Pacific Four Series. Elle remporte la compétition avec ses coéquipières après avoir battu la Nouvelle-Zélande, à Christchurch, pour la première fois de leur histoire. Début juin, son club est finaliste du Championnat de France mais s'incline 32 à 17 en finale face au Stade bordelais, elle ne dispute pas ce match.
En septembre suivant, elle est appelée pour la deuxième édition du WXV, dont elle dispute les trois rencontres et où elle est désignée joueuse du match contre la France après un doublé marqué,. Fin novembre, elle est nommée dans le XV féminin de l'année 2024 aux prix World Rugby. En mars, il est annoncé qu'elle quitte son club à l'issue de la saison 2024-2025 pour rejoindre le Championnat d'Angleterre. Début avril suivant, elle est convoquée pour la Pacific Four Series 2025.
À partir de la saison 2025-2026, elle s'engage avec les Saracens, club de Premiership.

## Palmarès

### En club
- Finaliste du Championnat de France en 2024 avec l'ASM Romagnat.

### En équipe nationale
- Vainqueur de la Pacific Four Series en 2024 avec l'équipe du Canada.

### Distinctions personnelles
- Membre du XV féminin de l'année aux prix World Rugby en 2024.